# Muhlenbergia majalcensis
Muhlenbergia majalcensis là một loài thực vật có hoa trong họ Hòa thảo. Loài này được P.M.Peterson mô tả khoa học đầu tiên năm 1989.